# Marco Hämmerli
Marco Hämmerli (Wil, 7 maggio 1985) è un allenatore di calcio ed ex calciatore svizzero, di ruolo difensore, allenatore del Wil.

## Statistiche

### Statistiche da allenatore
Statistiche aggiornate al 25 maggio 2025.
| Stagione        | Squadra         | Campionato      | Campionato | Campionato | Campionato | Campionato | Coppe nazionali | Coppe nazionali | Coppe nazionali | Coppe nazionali | Coppe nazionali | Coppe continentali | Coppe continentali | Coppe continentali | Coppe continentali | Coppe continentali | Altre coppe | Altre coppe | Altre coppe | Altre coppe | Altre coppe | Totale | Totale | Totale | Totale | % Vittorie | Piazzamento |
| Stagione        | Squadra         | Comp            | G          | V          | N          | P          | Comp            | G               | V               | N               | P               | Comp               | G                  | V                  | N                  | P                  | Comp        | G           | V           | N           | P           | G      | V      | N      | P      | %          | Piazzamento |
| --------------- | --------------- | --------------- | ---------- | ---------- | ---------- | ---------- | --------------- | --------------- | --------------- | --------------- | --------------- | ------------------ | ------------------ | ------------------ | ------------------ | ------------------ | ----------- | ----------- | ----------- | ----------- | ----------- | ------ | ------ | ------ | ------ | ---------- | ----------- |
| 2024-2025       | Wil             | CL              | 36         | 14         | 11         | 11         | CS              | 2               | 1               | 1               | 0               | -                  | -                  | -                  | -                  | -                  | -           | -           | -           | -           | -           | 38     | 15     | 12     | 11     | 39,47      | 5°          |
| Totale carriera | Totale carriera | Totale carriera | 36         | 14         | 11         | 11         |                 | 2               | 1               | 1               | 0               |                    |                    |                    |                    |                    |             |             |             |             |             | 38     | 15     | 12     | 11     | 39,47      |             |

## Palmarès

### Giocatore

#### Competizioni nazionali
- Challenge League: 2

San Gallo: 2008-2009, 2011-2012